# Wapen van Stede Broec

Het wapen van de gemeente Stede Broec.

Het wapen van Stede Broec komt uit 1979 en is een voortzetting van de wapens van de gemeentes Bovenkarspel en Grootebroek. In de vlag van Stede Broec zijn dezelfde elementen opgenomen als in het wapen van de gemeente.

## Geschiedenis
Hoewel het wapen van vrij recente datum is, heeft het wel een geschiedenis die teruggaat tot in de middeleeuwen. De naam Stede Broec stamt ook uit die tijd. De dorpen Bovenkarspel en Grootebroek verkregen in 1364 gezamenlijk, als de stede Broec, privileges die op stadsrechten lijken. De gekanteelde deling in het wapen is daar een verwijzing naar. Stede Broec heeft nooit officieel een stadswapen gevoerd.
Het wapen is afgeleid van de wapens van de voormalige gemeentes Bovenkarspel en Grootebroek. Deze twee dorpen kregen op 26 juni 1816 elk hun eigen wapen. Dat van Bovenkarspel was van zilver met daarop een boom van sinopel ((smaragd)groen) en twee sterren van goud. Grootebroek voerde al een wapen, dat 'werd bevestigd in het gebruik en bezit van een wapen’ -zoals de officiële formulering luidde- 'van lazuur ((hemels)blauw), beladen met een boom van zilver vergezeld van drie sterren van goud'. Daarbovenop stond nog een gouden kroon, deze werd overgenomen door de gemeente Stede Broec.
De boom is een oud symbool dat in veel West-Friese gemeentewapens gebruikt wordt: onder een lindeboom werd in vroeger tijden recht gesproken. Beide gemeentes voerden een dergelijk wapen, evenals de vijfpuntige sterren. De sterren in de oude wapens symboliseerden het aantal dorpskernen: Grootebroek, Lutjebroek, de Horn, Bovenkarspel en Broekerhaven. De sterren in het nieuwe wapen zijn vervangen door een ster met vijf punten, de punten staan nu voor de dorpskernen, de ster staat voor de nieuwe gemeente.

## Blazoen
De beschrijving van het wapen van de gemeente Stede Broec luidt als volgt: 
"Gekanteeld doorsneden van zilver en sinopel en over alles heen een in 2 lagen geschoren lindeboom van het een in het ander, de bovenhelft van de boom beladen met een vijfpuntige ster van goud. Het schild gedekt door een gouden kroon van 3 bladeren en 2 parels."
Het komt erop neer dat het wapen ongeveer halverwege is gedeeld alsof het om een kasteelmuur gaat. De bovenste helft is van zilver en de onderste helft is groen. Over het geheel staat een boom met tegengestelde kleuren: onderste deel is zilver en bovenste deel is groen. In het bovenste deel van de boom staat een gouden vijfpuntige ster. Het schild wordt gedekt door een gouden kroon van 3 bladeren met daartussen 2 parels.

## Vergelijkbare wapens
De volgende wapens hebben net als Stede Broec een (dorre) boom als element:

Wapen van Blokker
Wapen van Bovenkarspel
Wapen van Grootebroek
Het wapen van Hauwert, een dorpswapen
Wapen van Hoogwoud
Wapen van Midwoud
Wapen van Noorder-Koggenland
Wapen van Opmeer
Wapen van Scharwoude
Wapen van Schellinkhout
Wapen van Sijbekarspel
Het oude wapen van Venhuizen
Wapen van Venhuizen
Wapen van Westwoud
Wapen van Wognum